# Roadrunner Records
A Roadrunner Records (Roadrunner Music Group B.V.) egy zenei kiadóvállalat, amely metal-együttesek kiadványait gondozza. 2007-ig független kiadóként működött, jelenleg a Warner Music Group leányvállalata.

## Történet
A kiadó Hollandiában indult el 1980-ban, eredetileg Roadracer Records néven. A Roadrunner kezdeti tevékenysége észak-amerikai zenekarok lemezeinek Európába történő importálása volt, majd a '80-as évek második felében Monte Conner A&R-szakember vezetésével az aktuális trendeket folyamatosan követve szerződtettek együtteseket a kiadóhoz. 1986-ban a Roadrunner megnyitotta az első Egyesült Államokbeli irodáját New Yorkban, később pedig Angliában, Németországban, Franciaországban, Japánban, és Ausztráliában is megnyíltak az első Roadrunner képviseletek. Az első sikeres Roadrunner-együttesek a King Diamond (az első zenekar a Roadrunner kiadótól, amely bekerült a Billboard Top 200-ba) és az Annihilator voltak. Az 1980-as évek végén jelent meg az Obituary Slowly We Rot és a Sepultura Beneath the Remains  albumai, melyek saját műfajukban azóta klasszikussá váltak.
Az 1990-es években szerződött a kiadóhoz a Life of Agony, Machine Head, Suffocation, a Deicide és a Type O Negative. A Sepultura 1993-as albuma, a Chaos A.D. volt az első olyan Roadrunner által kiadott lemez, amely bejutott a Billboard 40-es toplistájára. A Type O Negative volt az első zenekaruk, amelyet a RIAA (Amerikai Hanglemezgyártók Szövetsége) aranylemezzel díjazott az együttes Bloody Kisses című albumáért. Az USA-ban szintén a Type O Negative dalait kezdték először játszani a rádiók. 2000-ben a Slipknot volt az első olyan Roadrunner-zenekar, amely elérte a platinalemez státuszt. A 2000-es években már nem csak új metalcore-tehetségek felkutatásán dolgoztak, hanem olyan évtizedek óta sikeres csapatokat is sikerült a Roadrunnerhez csábítani, mint a Megadeth és a Dream Theater. 2009-ben és 2012-ben a bluesrock nagy csapatának, a Lynyrd Skynyrdnek albumait is kiadták.
2003 szeptemberében a Roadrunner korai kiadványaiból állítottak össze egy sorozatot Two from the Vault címen, ahol tíz zenekar (Annihilator, Carnivore, Exhorder, Front Line Assembly, Gang Green, King Diamond, Mercyful Fate, Obituary, Pestilence, Suffocation) két-két klasszikus albumát adták ki újra dupla CD formájában egybecsomagolva. 2005-ben a kiadó fennállásának 25 éves évfordulóját a Roadrunner United – The All-Star Sessions elnevezésű projekttel és annak albumával ünnepelték, ahol a Roadrunner kötelékébe egykor és jelenleg tartozó együttesek neves zenészei alkottak közösen új dalokat. 2008. június 11-én a brit Metal Hammer magazin a "Legjobb metal-kiadó"-nak járó Golden Gods Awards díjjal jutalmazta a Roadrunnert.
A korábban függetlenként működő Roadrunner 2007 januárjában a Warner Music Group leányvállalata lett, miután részvényeinek 73,5 százalékát a Warner felvásárolta.

## Külső hivatkozások
- Roadrunner Records weboldalak
- Roadrunner Records Hollandia
- Roadrunner Records UK Archiválva 2013. április 30-i dátummal a Wayback Machine-ben
- Roadrunner Records USA
- Warner Music Group